# (5574) 1984 FS
(5574) 1984 FS (1984 FS, 1928 DH, 1965 WM) — астероїд головного поясу.
Тіссеранів параметр щодо Юпітера — 3,344.